# Gioux
Gioux é uma comuna francesa na região administrativa da Nova Aquitânia, no departamento de Creuse. Estende-se por uma área de 37,42 km². Em 2010 a comuna tinha 166 habitantes (densidade: 4,4 hab./km²).